# 馬克西米利安·里德穆勒
馬克西米利安·里德穆勒（Maximilian Riedmüller）是一位德國足球運動員。在場上司職門將。他目前效力于德丙球队荷尔斯泰因基尔。他本來是拜仁慕尼黑二隊的門將。在2011-12賽季，他被提拔進入一線隊。2013-14赛季，他与荷尔斯泰因基尔签署了一份为期两年的合同。

## 外部連結
- fussballdaten.de：Maximilian Riedmüller之統計數據 （德文）